# Mario Bava
Mario Bava (Sanremo, 31 de julho de 1914 - Roma, 27 de abril de 1980) foi um diretor, roteirista, artista de efeitos especiais e diretor de fotografia italiano. Pertencente à " era de ouro " dos filmes de terror italianos, seu trabalho iniciou o gênero giallo e o moderno " filme slasher ". Seu filho, Lamberto Bava, passou a se tornar um notável diretor de cinema de terror por direito próprio.

## Biografia
Mario Bava nasceu em San Remo , na Ligúria , em 31 de julho de 1914. Ele era filho de Eugenio Bava (1886-1966), um escultor que também trabalhou como fotógrafo de efeitos especiais e cinegrafista na indústria italiana de filmes mudos. A primeira ambição de Mario Bava era se tornar um pintor. Incapaz de exibir pinturas a uma taxa rentável, ele entrou no negócio de seu pai, trabalhando como assistente de outros cineastas italianos como Massimo Terzano. Ele também ajudou seu pai no departamento de efeitos especiais da fábrica de filmes de Benito Mussolini , o Istituto Luce .
Bava tornou-se um cinematógrafo em seu direito em 1939, filmando dois curtas com Roberto Rossellini . Ele fez sua estréia no início dos anos 40. O trabalho de filmagem de Bava foi um fator instrumental no desenvolvimento das personagens da tela de estrelas do período como Gina Lollobrigida , Steve Reeves e Aldo Fabrizi .
Bava completou a filmagem I vampiri (também conhecido como The Devil's Commandment ) pelo diretor Riccardo Freda em 1956, um filme agora conhecido como o primeiro filme de terror italiano. Bava foi inicialmente contratado como diretor de fotografia, mas quando Freda saiu no projeto no meio da produção, Bava completou o filme em vários dias, mesmo criando os efeitos especiais inovadores que eram necessários. Ele também lidou com a cinematografia e os efeitos especiais em  Ulysses, de Kirk Douglas, em 1951 e no clássico Hercules , de Steve Reeves, em 1957, dois filmes creditados com a provocação do gênero italiano espada e sandália .
Bava co-dirigiu The Day the Sky Explodido em 1958, o primeiro filme italiano de ficção científica , que antecede até mesmo os filmes de ficção científica de Antonio Margheriti. Como ele não tinha experiência creditada anteriormente como diretor, o filme foi creditado unicamente a Paolo Heusch . Em 1959, Bava completou Caltiki - o Immortal Monster , novamente para Riccardo Freda que deixou o projeto prematuramente, e também trabalhou na iluminação e efeitos especiais para 2 épicos de Steve Reeves, Hercules Unchained e The Giant of Marathon .
Em 1960, Bava dirigiu o clássico clássico de terror gótico Black Sunday , seu primeiro esforço de direção solo, que fez uma estrela de gênero de Barbara Steele . O uso de filmes claros e escuros em filmes em preto e branco é amplamente aclamado junto com seu uso espetacular de cores em filmes como Black Sabbath , Kill, Baby ... Kill! Blood and Black Lace e The Whip and the Body .
Seu trabalho provou ser muito influente. Bava dirigiu o que agora é considerado o mais antigo dos filmes italianos de giallo , The Girl Who Knew Too Much (1963) e Blood and Black Lace (1964). Seu filme de ficção científica / terror de 1965, Planet of the Vampires, foi um precursor temático de Alien (1979). Embora os quadrinhos tenham servido de base para inúmeras séries e filmes infantis em Hollywood, Bava's Danger: Diabolik (1968) trouxe uma perspectiva para adultos ao gênero. Muitos elementos de seu filme de 1966, Kill, Baby ... Kill! , considerado por Martin Scorsese como a obra-prima de Bava, também aparece no filme asiático de terror de terror conhecido como J-horror . O filme Bay of Blood, de 1971, é considerado um dos primeiros filmes de slasher  e foi explicitamente imitado na produção estadunidense Sexta-feira 13, Parte 2 em 1981.
Mario Bava ficou muito decepcionado com a distribuição teatral de alguns de seus filmes posteriores. Sua Lisa e o Diabo (1972) nunca foi escolhida por um distribuidor, e teve que ser posteriormente reeditada pelo produtor (com novas metragens de 1975) em uma Exorcista - chamada casa de exorcismo retitulado para ser libertada. O Semaforo Rosso de Bava (1974) nunca foi lançado teatralmente durante a vida dele; O filme só apareceu em vídeo no final da década de 1990, reeditado com algumas novas filmagens, como Rabid Dogs , e foi lançado novamente mais tarde em DVD em 2007 em uma versão ligeiramente alterada sob o título Kidnapped (Sequestrado) .
Em 1977, Bava dirigiu seu último filme de terror, Shock , que foi co-dirigido com seu filho, Lamberto Bava, que fez o trabalho não credenciado. Bava, mais tarde, fez um trabalho de efeitos especiais no filme Inferno , de 1980, de Dario Argento . Mario Bava morreu de causas naturais em 27 de abril de 1980 aos 65 anos. Seu médico lhe havia dado apenas alguns dias antes de morrer de um ataque cardíaco repentino e o declarou em perfeita saúde. Antes da morte de Bava, ele estava prestes a começar a filmar um filme de ficção científica intitulado Star Riders , um projeto no qual Luigi Cozzi esperava colaborar. 
O filho de Mario Bava, Lamberto Bava, trabalhou durante 14 anos como assistente do diretor de Bava (começando pelo Planet of the Vampires ) e passou a se tornar um diretor de cinema de terror por conta própria. Em vários filmes de Mario, Mario foi creditado como John M. Old.  Mais tarde, Lamberto às vezes foi creditado como John M. Old, Jr. Quando Lamberto dirigiu seu primeiro filme solo Macabre em 1980 e exibiu o trabalho completo para seu pai, Mario comentou brincando com Lamberto: "Estou muito orgulhoso de você. Agora eu posso morrer em paz ". (Ele realmente morreu menos de dois meses depois).
Vários livros foram publicados sobre Mario Bava: Mario Bava de Pascal Martinet (Edilig, 1984) e Mario Bava, editado por Jean-Louis Leutrat (Éditions du Céfal, 1994) em francês; Mario Bava de Alberto Pezzotta (Il Castoro Cinema, 1995) em italiano; Os mundos assombrados de Mario Bava por Troy Howarth (FAB Press, 2002) e, mais recentemente, a biografia crítica maciça Mario Bava: Todas as cores do escuro por Tim Lucas (Video Watchdog, 2007; ISBN 0-9633756-1-X ) .
No Brasil a distribuidora independente Versátil Home Vídeo lançou vários filmes do mestre em várias coletâneas de Terror, Giallo e Ficção. Vale destacar os dois box exclusivos só com a obra de Bava, são eles: A Arte de Mário Bava e Black Sabbath - As três máscaras do terror, indispensáveis em qualquer coleção.

## Filmografia
- 1946 – L'orecchio
- 1947 – Santa notte
- 1947 – Legenda Sinfonica
- 1947 – Anfiteatro Flavio
- 1949 – Variazioni sinfoniche
- 1954 – Ulisse (Ulisses) (Não creditado)
- 1956 – I vampiri (Os Vampiros) (Não creditado)
- 1959 – Caltiki - il mostro immortale (Caltiki, o monstro imortal) (Não creditado)
- 1959 – La battaglia di Maratona (O gigante da Maratona) (Não creditado)
- 1960 – La maschera del demonio (A maldição do demônio)
- 1960 – Esther and the King (Esther e o Rei)
- 1961 – L'ultimo dei Vikinghi (O último dos Vikings) (Não creditado)
- 1961 – Le meraviglie di Aladino (As maravilhas de Aladim)
- 1961 – Ercole al centro della Terra (Hércules no centro da terra)
- 1961 – Gli invasori (A vingança dos vikings)
- 1963 – La ragazza che sapeva troppo (Olhos diabólicos / A garota que sabia demais)
- 1963 – I tre volti della paura (As três máscaras do terror)
- 1963 - Black Sabbath
- 1963 – La frusta e il corpo (Drácula, o vampiro do sexo / O chicote e o corpo) (como John M. Old)
- 1964 – Sei donne per l'assassino (Sete mulheres para um assassino)
- 1964 – La strada per Forte Alamo (A estrada para o forte Álamo) (como John M. Old)
- 1965 – Terrore nello spazio (O planeta dos vampiros)
- 1966 – Ringo del Nebraska (Gringo selvagem) (Não creditado)
- 1966 – I coltelli del vendicatore (Os punhais do vingador)
- 1966 – Operazione paura (Mata Baby, Mata / O Ciclo de Pavor)
- 1966 – Le spie vengono dal semifreddo (Bonecas explosivas)
- 1968 – Diabolik (Perigo: Diabolik)
- 1968 – L'odissea (TVMinisérie) (Episódio: Polifemo)
- 1970 – 5 bambole per la luna d'agosto (Cinco bonecas para a lua de agosto)
- 1970 – Il rosso segno della follia (O alerta vermelho da loucura)
- 1970 – Roy Colt e Winchester Jack
- 1971 – Reazione a catena
- 1972 – Gli orrori del castello di Norimberga (O Barão sanguinário / Os horrores do castelo de Nuremberg)
- 1972 – Quante volte... quella notte (Quatro vezes naquela noite)
- 1974 – Lisa e il diavolo (Lisa e o diabo) (como Mickey Lion)
- 1974 – Cani arrabbiati (Cães raivosos)
- 1977 – Shock
- 1979 – La Venere d'Ille (TV)